# Lasztonya
Lasztonya község Zala vármegyében, a Letenyei járásban, a Zalai-dombság területén, a Göcsejben.

## Fekvése
Bázakerettye északi szomszédjában fekvő település. Közigazgatási területén egy rövid szakaszon áthalad a 7537-es út is, belterülete vonatkozásában azonban zsákfalunak tekinthető, közúton csak az előbbi útból Bázakerettye Kerettye településrészén észak felé kiágazó 75 157-es úton érhető el.

## Története
Lasztonya nevét 1381-ben említették először az írásos forrásokban Lazthonya néven, mint a Bánffyak birtokát. 1416-ban Lasztonyai Pál is birtokos volt itt. 1644-ben a Nádasdy családé lett, majd Nádasdy Ferencet, mivel részt vett a Wesselényi-összeesküvésben  lefejezésre ítélték, ezután Lasztonya is a kincstárra szállt, ahonnan az Esterházyak váltották meg, és övék maradt egészen 1848-ig.
Az 1970-es évekig a lakosság lélekszáma 300 fő fölött volt (1910-ben 361 fő, 1949-ben 305 fő, 1970-ben 312 fő), azt követően drasztikus csökkenés állt be. Az elöregedés, elköltözés miatt ez a tendencia napjainkban is fennáll.

## Közélete

### Polgármesterei
- 1990–1994: Hermán Ida (független)[3]
- 1994–1998: Hermán Ida (független)[4]
- 1998–2002: Cser Imre (független)[5]
- 2002–2005: Cser Imre (független)[6]
- 2005–2006: Andrasekné Cser Mária (független)[7]
- 2006–2010: Andrasekné Cser Mária Márta (független)[8]
- 2010–2014: Andrasekné Cser Mária Márta (független)[9]
- 2014–2019: Andrasekné Cser Mária Márta (független)[10]
- 2019–2024: Andrasekné Cser Mária (független)[11]
- 2024– : Andrasekné Cser Mária Márta (független)[1]

A településen 2005. október 16-án időközi polgármester-választást tartottak, az előző polgármester halála miatt.

## Népesség
A település népességének változása:
| Lakosok száma | 86   | 79   | 76   | 41   | 50   | 53   | 49   |
|               | 2013 | 2014 | 2015 | 2021 | 2022 | 2023 | 2024 |

A 2011-es népszámlálás idején a nemzetiségi megoszlás a következő volt: magyar 67,4%, cigány 32,5%. A lakosok 83,5%-a római katolikusnak, 11% felekezeten kívülinek vallotta magát (4,4% nem nyilatkozott).
2022-ben a lakosság 80%-a vallotta magát magyarnak, 2% németnek, 2% cigánynak, 8% egyéb, nem hazai nemzetiségűnek (20% nem nyilatkozott; a kettős identitások miatt a végösszeg nagyobb lehet 100%-nál). Vallásuk szerint 32% volt római katolikus, 2% evangélikus, 6% egyéb keresztény, 4% felekezeten kívüli (56% nem válaszolt).

## Nevezetességei
- Harangláb
- Kilátótorony
- Erdei kisvasút